# À perdre la raison
À perdre la raison é um filme de drama belgo-franco-helvético-luxemburguês de 2012 dirigido e coescrito por Joachim Lafosse.
Foi selecionado como representante da Bélgica à edição do Oscar 2013, organizada pela Academia de Artes e Ciências Cinematográficas.[carece de fontes?]

## Elenco
- Émilie Dequenne - Murielle
- Niels Arestrup - André Pinget
- Tahar Rahim - Mounir
- Stéphane Bissot - Françoise
- Mounia Raoui - Fatima
- Redouane Behache - Samir
- Baya Belal - Rachida
- Nathalie Boutefeu